# نيكولاس مركاتور
نيكولاس مركاتور (بالألمانية: Nikolaus Mercator)‏ (و. 1620 – 1687 م) هو رياضياتي، وعالم فلك، ومنظر موسيقى من ألمانيا . ولد في ايوتين . وكان عضواً في الجمعية الملكية .
توفي في فرساي، عن عمر يناهز 67 عاماً.

## التعليم
تعلم في جامعة كوبنهاغن

## مناصب وهيئات
أدار جامعة كوبنهاغن.